# Nepalesisk skrift

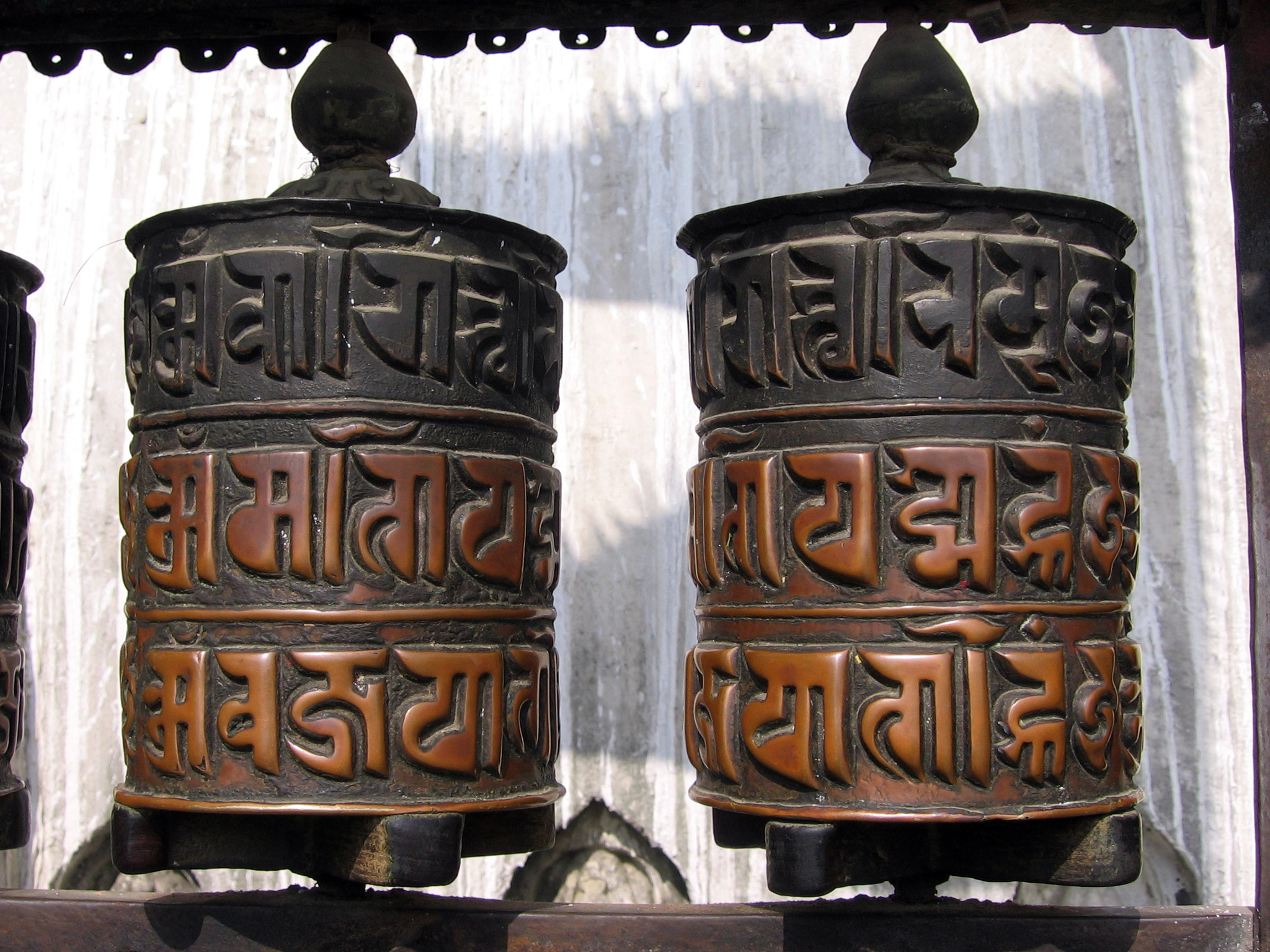
Bönerulle med mantra oṃ maṇi padme hūṃ skrivet med rañjanā vid Swayambhu i Kathmandu.

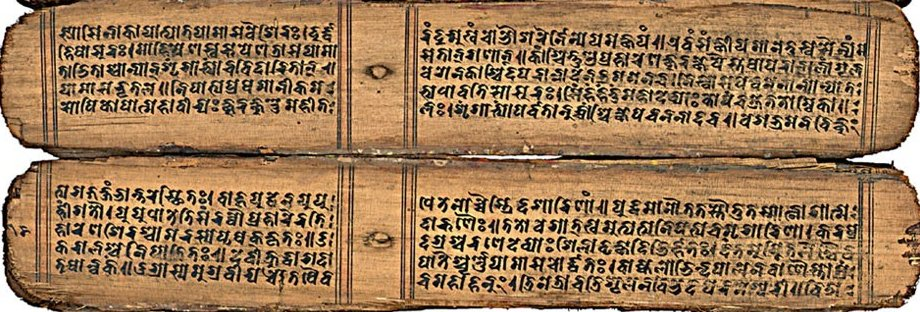
Palmbladsmanuskript från 1000-talet skrivet med bhujiṃmol.

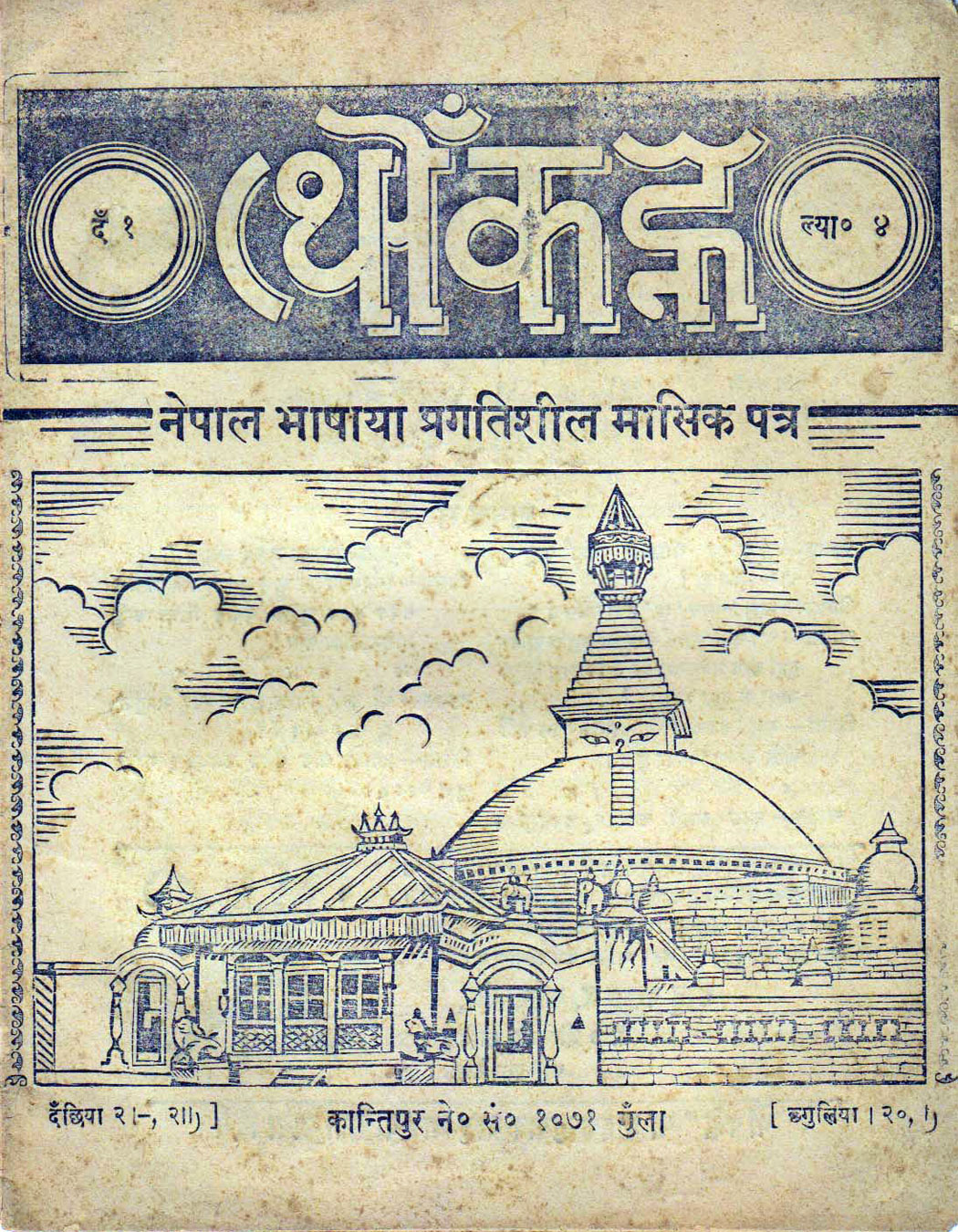
Framsida till tidningen Thaum̐kanhe med dess namn skrivet med pracalit. Notera sista bokstaven som är en ligatur av ha och na men som här representerar den läckande nasalen nha. Den vågformiga huvudlinjen ovanför samma bokstav representerar vokalen e.

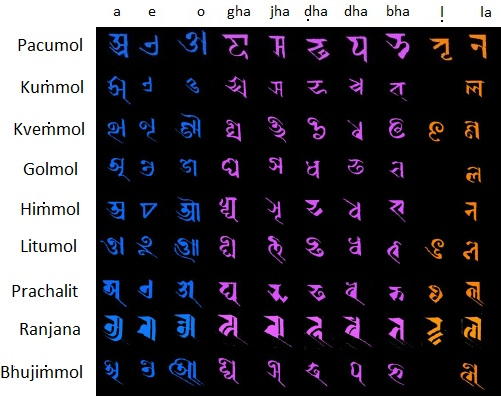
Exempel på några bokstäver i de nio olika varianterna av nepalesisk skrift.

Nepalesisk skrift är det gemensamma namnet på ett antal besläktade skriftsystem från kathmandudalen i Nepal som främst har använts för att skriva det sino-tibetanska språket newari. De härstammar från gupta-skriften och användes i stor utsträckning från 900-talet fram till tidigt 1900-tal, varefter de till stor del ersatts av det besläktade skriftsystemet devanāgarī. Skriftsystemen har även använts för att skriva sanskrit, nepali, hindi, maithili, bengali samt bradj-bhakha.

## Historia
Den nepalesiska skriften uppstod på 900-talet. Den tidigaste kända förekomsten är ett dokument kallat Laṅkāvatāra Sūtra daterat till år 908. Ett annat tidigt exempel är ett palmbladsmanuskript med den buddhistiska texten Prajñāpāramitā daterad till år 920. Ett av de äldsta bevarade manuskripten med det indiska eposet Ramayana skrevs med nepalesisk skrift år 1041.
Skriften har använts för inskriptioner på sten och koppar, på mynt (nepalesisk mohar), palmbladsmanuskript samt hinduiska och buddhistiska dokument. Rañjanā, det mest dekorativa av de nepalesiska skriftsystemen, används även för utsmyckningar i buddhistkloster i Kina, Mongoliet och Japan. Där används det främst främst för att skriva buddhistiska texter och för mantran på bönerullar och vid helgedomar, tempel samt kloster. Det populära buddhistiska mantrat oṃ maṇi padme hūṃ skrivs ofta med rañjanā.
År 1906 förbjöds allt officiellt bruk av newari, den nepalesiska skriften samt den nepalesiska månkalendern av den då härskande Rana-dynastin. Den som studerade eller publicerade texter på newari riskerade fängelse eller i värsta fall exil. Förekomsten av tryckpressar gjorde också att många lockades att byta till devanāgarī. Nepalesisk skrift fortsatte dock att användas för religiösa och ceremoniella syften fram till 1950-talet.
Efter att Rana-dynastin störtats och demokrati införts 1951 hävdes förbudet. Försök inleddes att studera och återuppväcka de gamla skriftsystemen. Bland annat publicerade Hemarāja Śākyavaṃśa en bok innehållande 15 olika varianter av nepalesisk skrift.
De första metalltyperna tillverkades 1952. Förläggaren Pushpa Ratna Sagar från Kathmandu lät designa ett typsnitt som sedan skickades till en tillverkare i Indien. Dessa användes för att skriva ut artikelrubriker och datum i tidningen Thaum̐kanhe.
1970 startades ett projekt för att fotografera av och katalogisera nepalesiska manuskript. Numera finns fler än 46 000 dokument skrivna med nepalesisk skrift arkiverade på mikrofilm. Den största delen av dem är skrivna på sanskrit.
1989 publicerades den första boken som använde sig av ett datortypsnitt.
Idag har nepalesisk skrift till stor del fallit ur bruk. Den används ibland på skyltar, inbjudningar, gratulationskort, brevpapper, böcker, CD-skivor, produktetiketter och tidningars redaktionsrutor. På 80-talet bildades ett antal privata organisationer som arbetat med att studera och främja den nepalesiska skriften. Detta arbete ledde till att en standard togs fram 1989 i samarbete med newariska akademiker. 2010 samlades en kommitté för att undersöka möjligheterna att få nepalesisk skrift inkluderad i Unicode-standarden.

## Skriftsystemen
De nepalesiska skriftsystemen är abugidor vilket innebär att varje konsonant har en medföljande grundvokal a. Vokalen kan sedan ändras eller avlägsnas med olika diakritiska tecken. Det finns även fristående bokstäver för de olika vokalerna. Konsonantkluster skrivs genom att flera konsonantbokstäver skrivs samman i komplexa ligaturer.
Ett problem när man pratar om nepalesisk skrift är att även om alla de olika skriftsystemen har individuella namn så är de många gånger bara typografiska varianter av varandra. Vanligtvis delas de upp i nio olika varianter: bujiṃmol, golmol, hiṃmol, kuṃmol, kveṃmol, litumol, pracalit, pācūmol och rañjanā. De vanligast förekommande är pracalit, rañjanā och bhujiṃmol.

### Pracalit
Pracalit ("ordinär, vardaglig"; ofta transkriberat prachalit) bygger på den äldre stilen pācūmol vars namn betyder "platthövdad". Namnet syftar på den raka huvudlinjen.. Till skillnad från exempel devanāgarī binds inte bokstävernas huvudlinje vanligtvis samman utan de skrivs var för sig. Ett annat utmärkande drag som pracalit delar med de övriga skriftsystemen, undantaget rañjanā, är att vokalerna e och ai skrivs genom att konsonantbokstavens huvudlinje förändras.

### Rañjanā
Rañjanā (sanskrit för "behagfull, underbar") är ett skriftsystem som uppstod på 1000-talet. Utöver att skriva newari används det även för utsmyckningar i buddhistkloster i Kina, Mongoliet och Japan. Inom kinesisk och annan östasiatisk buddhism skrevs sanskrit främst med siddhaṃ. Spridningen av tibetansk buddhism gör dock att även rañjanā återfinns runtom i östasien, dock inte i samma utsträckning som siddhaṃ.
Rañjanā är det mest dekorativa men också det mest komplexa av de nepalesiska skriftsystemen. Komplexiteten beror till stor del på att det används för att skriva tibetanska och därmed har lånat in vissa egenskaper från den tibetanska skriften som inte finns i andra brāhmī-skriftspråk. Dess tibetanska namn lañdza (ལཉྫ) härstammar från sanskritordet rañja. Wartu (tibetanska ཝརྟུ wartu) är en variant av rañjanā med en vågformad huvudlinje.

### Bhujiṃmol
Bhujiṃmol (även bhujinmol) användes under 1100- till 1600-talet. Dess namn betyder flughövdad. Ordet mol "huvud" syftar på det streck som skrivs ovanför varje bokstav och bhujiṃ "husfluga" på deras rundade form. 

## Beskrivning

### Konsonanter
| Pracalit | Rañjanā | Dev. | Rom. |
| -------- | ------- | ---- | ---- |
|          |         | क    | ka   |
|          |         | ख    | kha  |
|          |         | ग    | ga   |
|          |         | घ    | gha  |
|          |         | ङ    | ṅa   |
|          |         | ह्ङ   | ṅha  |
|          |         | च    | ca   |
|          |         | छ    | cha  |
|          |         | ज    | ja   |
|          |         | झ    | jha  |
|          |         | ञ    | ña   |
|          |         | ह्ञ्   | ñha  |

| Pracalit | Rañjanā | Dev. | Rom. |
| -------- | ------- | ---- | ---- |
|          |         | ट    | ṭa   |
|          |         | ठ    | ṭha  |
|          |         | ड    | ḍa   |
|          |         | ढ    | ḍha  |
|          |         | ण    | ṇa   |
|          |         | ह्ण   | ṇha  |
|          |         | त    | ta   |
|          |         | थ    | tha  |
|          |         | द    | da   |
|          |         | ध    | dha  |
|          |         | न    | na   |
|          |         | ह्न   | nha  |

| Pracalit | Rañjanā | Dev. | Rom. |
| -------- | ------- | ---- | ---- |
|          |         | प    | pa   |
|          |         | फ    | pha  |
|          |         | ब    | ba   |
|          |         | भ    | bha  |
|          |         | म    | ma   |
|          |         | ह्म   | mha  |
|          |         | य    | ya   |
|          |         | र    | ra   |
|          |         | ह्र   | rha  |
|          |         | ल    | la   |
|          |         | ह्ल   | lha  |
|          |         | व    | va   |

| Pracalit | Rañjanā | Dev. | Rom. |
| -------- | ------- | ---- | ---- |
|          |         | श    | śa   |
|          |         | ष    | ṣa   |
|          |         | स    | sa   |
|          |         | ह    | ha   |
|          |         | क्ष   | kṣa  |
|          |         | त्र   | tra  |
|          |         | ज्ञ   | jña  |

De sammansatta bokstäverna kṣa, tra och jña betraktas ofta som egna bokstäver som lärs ut tillsammans med de övriga. Eftersom newari saknar retroflexa konsonanter används bokstäverna ṭa, ṭha, ḍa, ḍha, ṇa och ṣa endast i lånord. Samma gäller bokstaven śa. Newari har å andra sidan ett antal sonoranta konsonanter som uttalas med läckande röst (ṅha, ñha, ṇha, nha, mha, rha och lha).  De skrivs med sammansatta bokstäver bestående av ha kombinerad med bokstaven för motsvarande modal sonorant.

#### Kontextuella former

Bokstäver med alternativa former (bha och ha) och bokstäver som bildar ligaturer tillsammans med vokalen u (ja och ra). Notera även att u ändrar form när den kombineras med bha.

Några bokstäver har alternativa former som används när de kombineras med vissa vokaldiakriter eller ingår i ett konsonantkluster.
- Bokstäverna bha och ha ändrar utseende när de kombineras med någon av vokaldiakriterna u, ū, ṛ, ṝ, ḷ och ḹ.
- Bokstäverna ja och ra bildar ligaturer tillsammans med vokalerna u och ū.
- Vokalen u ändrar utseende när den kombineras med bokstäverna ga, ta, bha och śa.

#### Sammansatta bokstäver
| Exempel på hur bokstäverna ka och ya skrivs samman för att bilda bokstaven kya. När ka befinner sig i initial position och följs av en bokstav med två staplar förlängs ka åt höger så att den överlappar följande bokstav. |  | Exempel på hur bokstäverna ka och ya skrivs samman för att bilda bokstaven kya. När ka befinner sig i initial position och följs av en bokstav med två staplar förlängs ka åt höger så att den överlappar följande bokstav. |
| Exempel på hur bokstäverna ka och ya skrivs samman för att bilda bokstaven kya. När ka befinner sig i initial position och följs av en bokstav med två staplar förlängs ka åt höger så att den överlappar följande bokstav. |  | |

Konsonantkluster skrivs genom att flera konsonantbokstäver skrivs samman i komplexa ligaturer. Hur de skrivs samman beror på bokstävernas form och vissa bokstäver har alternativa former som används beroende på deras position i klustret.

### Vokaler
| Pracalit | Rañjanā | Dev. | Rom. |
| -------- | ------- | ---- | ---- |
|          |         | अ    | a    |
|          |         | आ    | ā    |
|          |         | इ    | i    |
|          |         | ई    | ī    |
|          |         | उ    | u    |
|          |         | ऊ    | ū    |

| Pracalit | Rañjanā | Dev. | Rom. |
| -------- | ------- | ---- | ---- |
|          |         | ऋ    | ṛ    |
|          |         | ॠ    | ṝ    |
|          |         | ए    | e    |
|          |         | ऐ    | ai   |
|          |         | ओ    | o    |
|          |         | औ    | au   |

| Pracalit | Rañjanā | Dev. | Rom. |
| -------- | ------- | ---- | ---- |
|          |         | अय्   | ay   |
|          |         | आय्   | āy   |
|          |         | एय्   | ey   |

Vokalen ṛ som i sanskrit står för stavelsebildande [ṛ] används i newari för att skriva stavelsen ri.
I newari uttalas vokalerna a och ā med olika vokalkvalité. För att skriva deras långa motsvarigheter har några diakriter getts delvis andra egenskaper än vad som annars är brukligt i brāhmī-baserade skriftsystem.
| Tecken   | Tecken  | Namn        | Namn       | Transkription | Transkription | Beskrivning |
| Pracalit | Rañjanā | Sanskrit    | Newari     | Dev.          | Rom.          | Beskrivning |
| -------- | ------- | ----------- | ---------- | ------------- | ------------- | --- |
|          |         | visarga     | lyuphuti   | अः             | aḥ            | Används vanligtvis för att markera att en vokal följs av ett h-ljud. I newari används den istället för att markera en lång vokal. |
|          |         | candrabindu | milaphuti  | अँ             | am̐            | Markerar en nasal vokal. |
|          |         | anusvāra    | sinhaphuti | अं             | aṃ            | Används vanligtvis för att markera en nasal vokal eller att en vokal följs av en nasal konsonant. I newari används den för att markera en lång, nasal vokal. Den kan med andra ord ses som en kombination av visarga och candrabindu. |

#### Vokaldiakriter

##### Pracalit
Vissa av vokaldiakriterna har olika utseende beroende på om konsonanten har ett huvudstreck eller inte. Det finns sju konsonanter utan huvudstreck: ga, ña, ṭha, ṇa, tha, dha och śa.
|      | a | aḥ | ā | āḥ | i | ī | u | ū | ṛ | ṝ | e | ai | o | au | am̐ | aṃ |
| ---- | - | -- | - | -- | - | - | - | - | - | - | - | -- | - | -- | -- | -- |
| क ka |   |    |   |    |   |   |   |   |   |   |   |    |   |    |    |    |
| ग ga |   |    |   |    |   |   |   |   |   |   |   |    |   |    |    |    |

##### Rañjanā
Vokaldiakriterna kan ha upp till tre olika utseende beroende på vilken konsonant de kombineras med. Reglerna för ka används även för ja, kṣa och jña. Reglerna för ga används även för kha, ña, ṭha, ṇa, tha, dha och sha. Reglerna för ba används för övriga bokstäver.

Reglerna för क ka
Reglerna för ग ga
Reglerna för ब ba

## Galleri

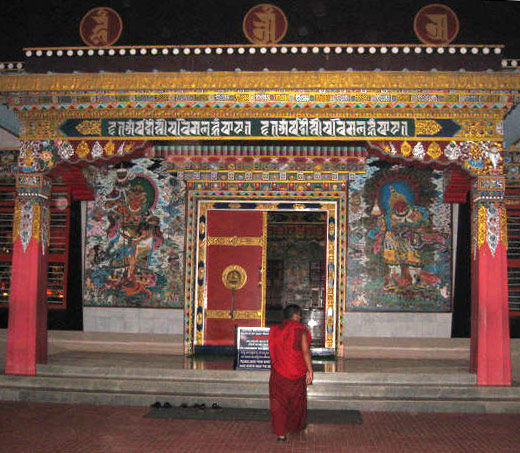
Dekorativ användning av lañdza vid ett tibetanskt buddhisttempel.
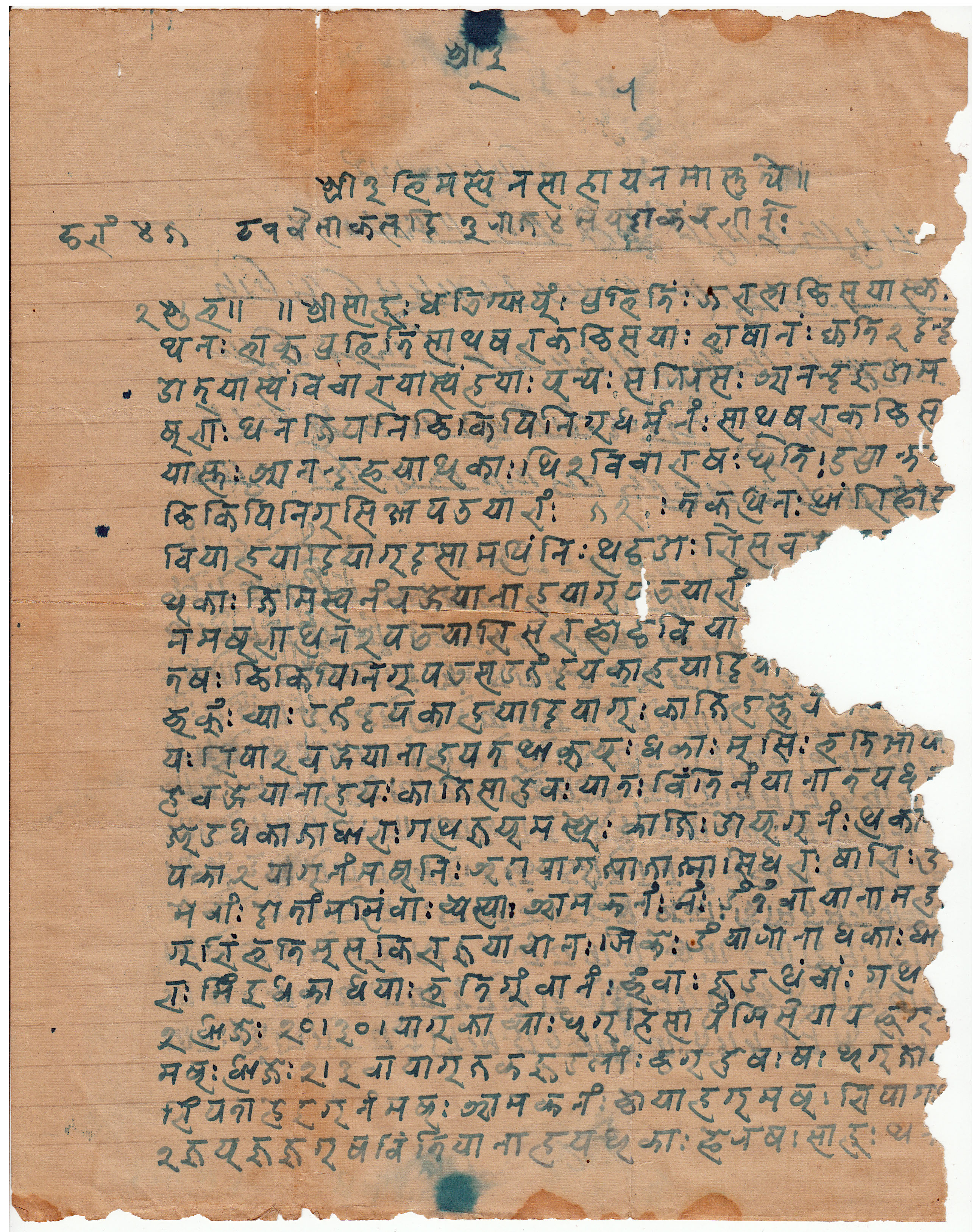
Brev skrivet på newari med pracalit daterat 7 maj 1924 och skickat från Lhasa till Kathmandu.
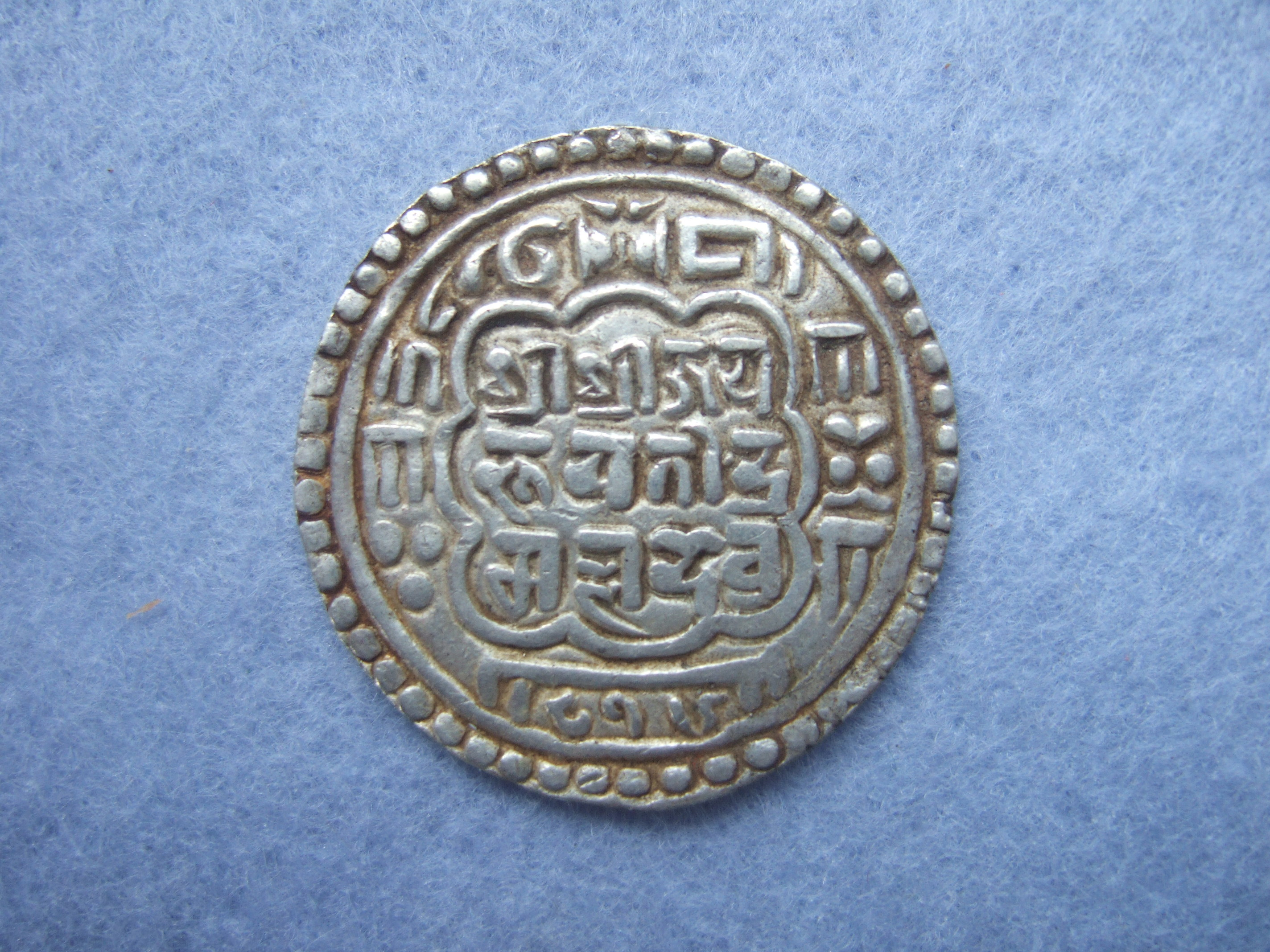
Mynt med texten śrī śrī jaya bhupatīṃdra malla deva 816 (1696 v.t.) skrivet med pracalit.
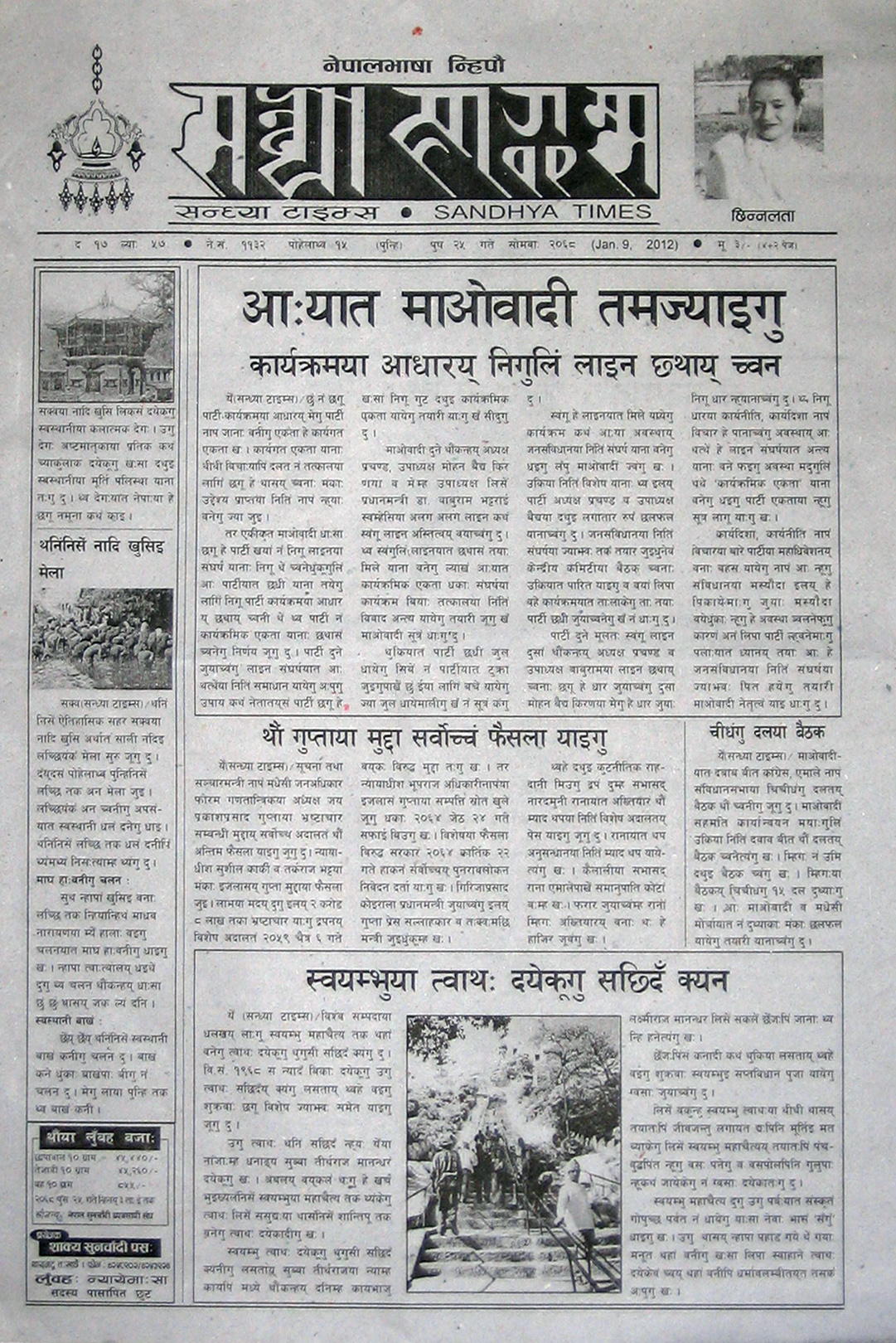
Sandhya Times med tidningens namn skrivet med rañjanā.
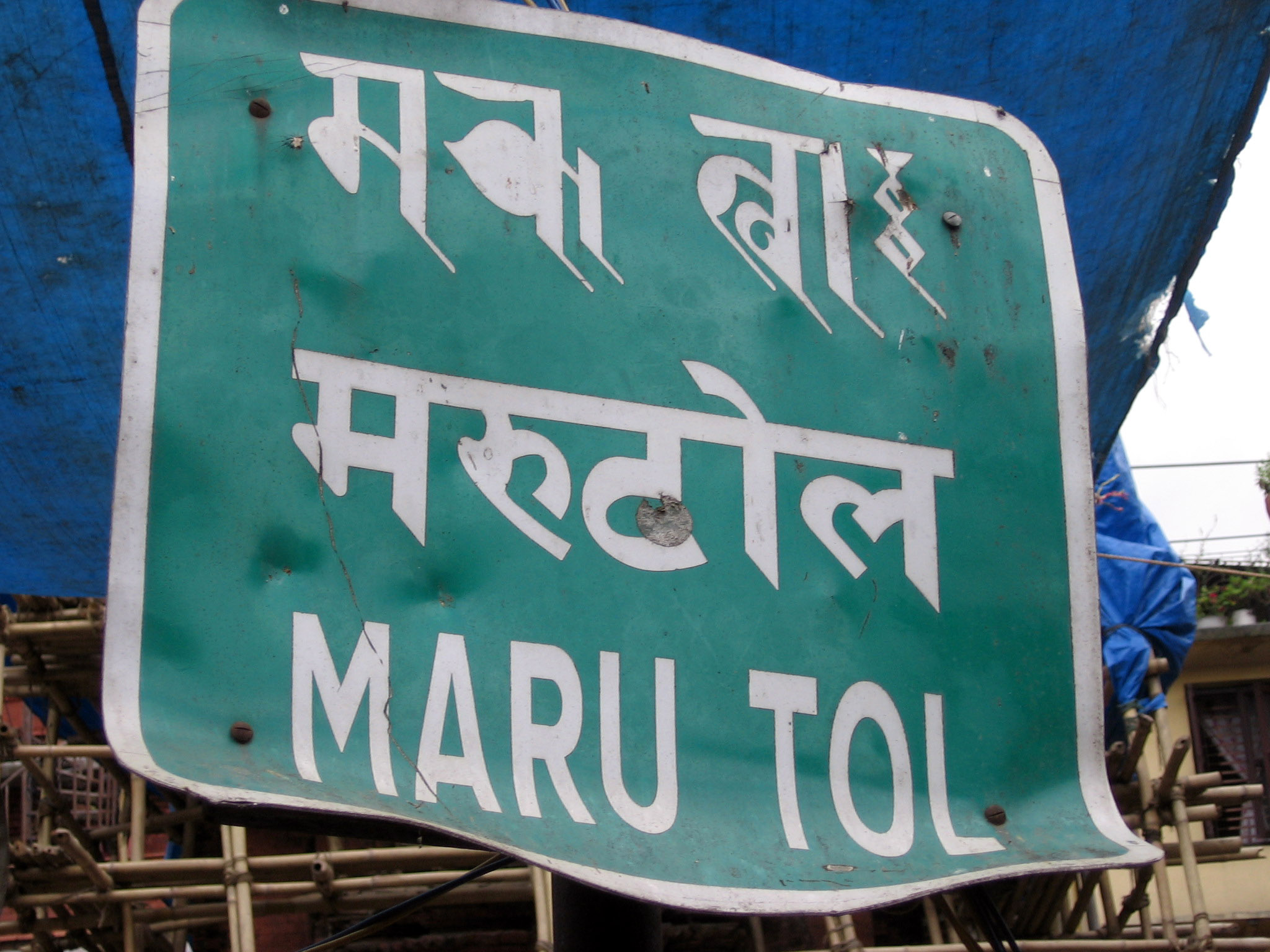
Vägskylt i Kathmandu med rañjana, devanāgarī och latinska bokstäver.
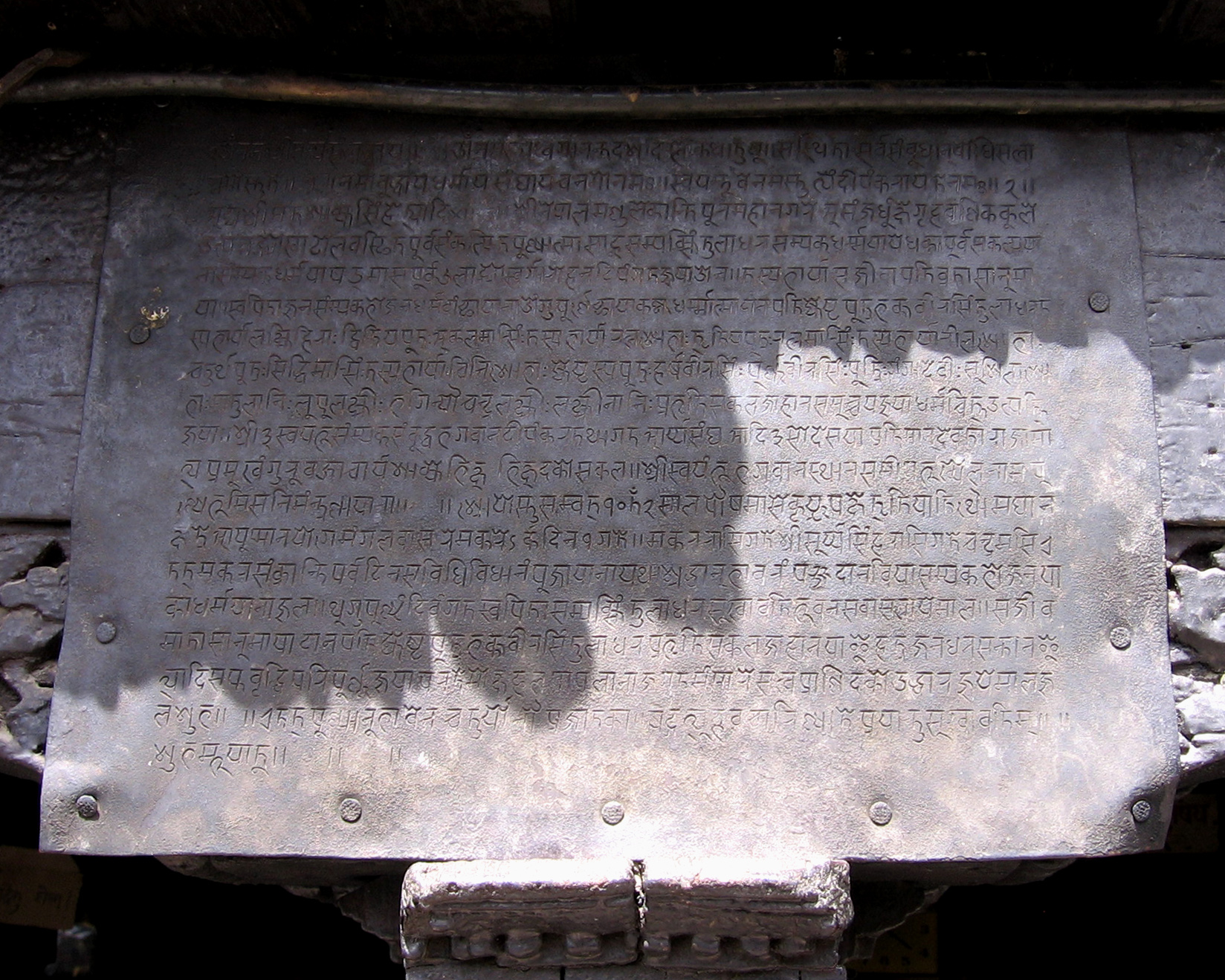
Kopparplatta med pracalit från 1952.
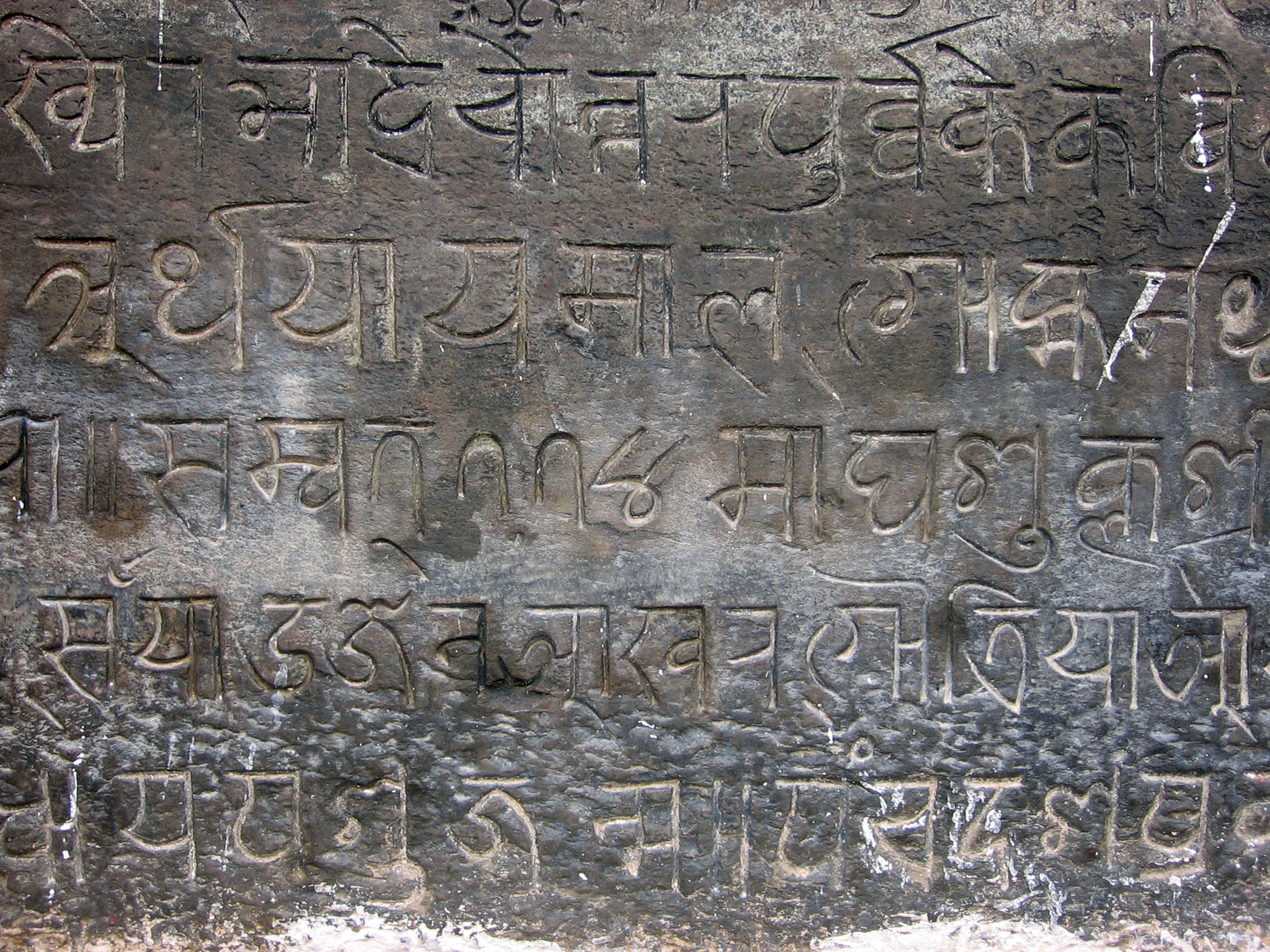
Stenristning med pratcalit från 1654.
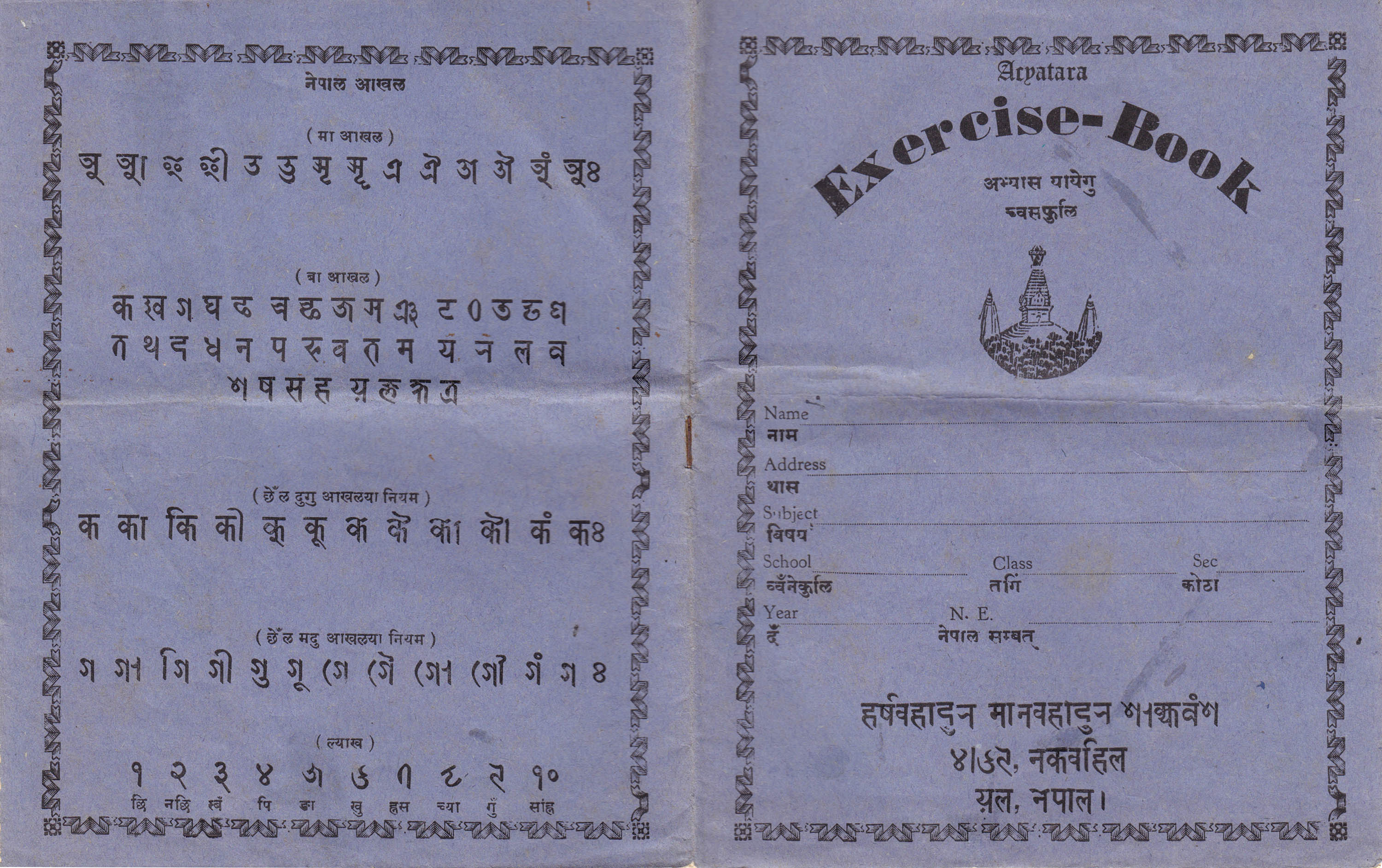
Övningshäfte med tabell över pracalit-bokstäver och -vokaldiakriter.

## Unicode
Nepalesisk skrift ingår i Unicode-standarden för teckenkodning sedan version 9.0 som släpptes 21 juni 2016. Skriften har tilldelats kodpunkterna U+11400 till U+1147F.
Rañjanā föreslås att behandlas som ett separat skriftsystem med egna kodpunkter. Förslaget har ännu inte antagits formellt av UTC.
Ett förslag för bhujiṃmol har också lämnats in men författaren är själv tveksam till om det vore lämpligt att behandla det som ett eget skriftsystem.